# NGC 384
NGC 384 este o galaxie lenticulară situată în constelația Peștii. A fost descoperită în 4 noiembrie 1850 de către Bindon Blood Stoney. De asemenea, a fost observată încă o dată în 12 octombrie 1861 de către Heinrich Louis d'Arrest. Împreună cu NGC 375, NGC 379, NGC 380, NGC 382, NGC 383, NGC 385, NGC 386, NGC 387 și NGC 388 formează Arp 331.